# Hugo Hildebrandsson
Hugo Hildebrand Hildebrandsson, född den 19 augusti 1838 i Stockholm, död den 29 juli 1925 i Uppsala
, var en svensk meteorolog och professor vid Uppsala universitet mellan åren 1878 och 1907. Han är internationellt känd för sin forskning kring moln och atmosfärens cirkulation. Hildebrandsson var även aktiv i skapandet av ett svenskt meteorologiskt observationssystem under 1870-talet.

## Utbildning och tidigt meteorologiskt arbete
Hildebrandsson var son till Hildebrand Hildebrandsson och Ebba Gustava af Wirsén. Efter gymnasiestudier i Stockholm kom han till Uppsala universitet där han blev filosofie kandidat 1865. Karriären fortsatte i Uppsala där han först var amanuens men blev 1866 filosofie doktor och docent i fysik. Samma år gifte han sig med sin kusin Wendela Gustava Charlotta af Wirsén. Mellan åren 1868 och 1877 var han föreläsare i fysik vid Ultuna Lantbruksinstitut (numer Sveriges lantbruksuniversitet i Ultuna).
Redan 1865 hade Hildebrandsson börjat sin meteorologiska karriär genom att delta vid grundandet av meteorologiska avdelningen vid Uppsala astronomiska observatorium. 1869 företog han en resa för att studera organisationen av den meteorologiska verksamheten i flera länder. Detta ledde fram till reseberättelsen Om organisationen af den meteorologiska verksamheten i utlandet samt förslag till dess ordnande i Sverige som publicerades 1870. Denna tjänade som grund för upprättandet av Köpenhamns meteorologiska institut 1871 såväl som den meteorologiska centralanstalten i Stockholm 1872.
I januari 1871 organiserade Hildebrandsson tillsammans med prefekten för Uppsala astronomiska observatorium, professor Gustaf Svanberg ett nät av flera hundra stationer i samarbete med hushållningssällskapen i Sverige. Stationerna iakttog isförhållanden, åskväder och frostnätter. 1873 utökades de med fenologiska observationer. Hildebrandsson upprätthöll observationssystemet i 11 år tills det 1882 övertogs av meteorologiska centralanstalten i Stockholm.
1873 organiserade Hildebrandsson även ett observationssystem för cirrusmoln i Sverige. Resultaten redovisades i Essai sur les courants supérieurs de l'atmosphère dans leur relation aux lignes isobarométriques 1874. Detta ledde till upprättande av liknande stationer över hela Europa som skickade rapporter till Uppsala. 1877 kom sedan en presentation av resultatet i Atlas des mouvements supérieurs de l'atmosphère.
1874 blev Hildebrandsson adjunkt i meteorologi och chef för meteorologiska avdelningen vid Uppsala astronomiska observatorium. 1878 blev han utnämnd till den första professorn på meteorologiska institutionen vid Uppsala universitet, en professur han innehade till 1907.

## Internationellt meteorologiskt arbete
I mitten av 1880-talet arbetade Hildebrandsson tillsammans med Ralph Abercromby vid Royal Meteorological Society i London på en förbättring av molnklassificeringen. De ansåg att efter Luke Howards ursprungliga arbete hade uppstått ett antal tvetydigheter i molnklassificeringen. Deras resultat publicerades 1887 som en artikel i Quarterly Journal utgiven av Royal Meteorological Society. En internationell grupp av meteorologer som leddes av Hildebrandsson påbörjade ett arbete för att ge ut en molnatlas baserat på texten i artikeln. Atlasen kom ut 1890 och var författad på fyra språk: tyska, franska, engelska och svenska. Atlasen innehåll både färggravyrer och fotografier. På en internationell meteorologisk konferens 1891 i Hamburg antogs den nya klassificeringen som framtagits av Hildebrandsson och Abercromby.
Hildebrandsson valdes vid Hamburgkonferensen till ordförande i en molnkommission som fick till uppgift att utarbeta en normalatlas över moln. En viktig medarbetare var Léon Teisserenc de Bort. Arbetet blev klart 1896 då den första versionen av Internationell Molnatlas publicerades.
Hildebrandsson blev ledamot av Kungliga Vetenskapsakademien 1888 och var ledamot av flera andra akademier som exempelvis Örlogsmannasällskapet och Lantbruksakademien (hedersledamot 1916). Han var ledamot av Nobelkommittén för fysik 1900–1910. Han var också medlem i flera utländska vetenskapliga samfund. År 1920 tilldelades han Symons Gold Medal av Royal Meteorological Society i London, där han varit hedersledamot i många år.
Hildebrandsson ligger begravd på Uppsala gamla kyrkogård.

## Utmärkelser
- Kommendör av första klassen av Nordstjärneorden, 30 september 1914.[7]
- Kommendör av första klassen av Vasaorden, 1 december 1903.[8]
- Kommendör av första graden av Danska Dannebrogorden, senast 1915.[7]
- Officer av Franska Hederslegionen, senast 1915.[7]